# Circuit d'Auvergne
De wielerwedstrijd Circuit d'Auvergne is een voormalige wedstrijd die werd verreden in de voormalige Franse regio Auvergne. De wedstrijd vond plaats tussen 1954 en 1968. Recordwinnaar is de Fransman Guy Ignolin met drie zeges.
Tussen 1954 en 1962 bestond de wedstrijd uit 2 of drie etappes, die verreden werden in en rond Clermont-Ferrand. Tussen 1963 en 1968 was het een eendagsewedstrijd.
De wedstrijd werd eenmaal door een Nederlander gewonnen, in 1965 door Arie den Hartog. Alle overige 14 edities werden door een Franse renner winnend afgesloten.

## Lijst van winnaars

### Meervoudige winnaars
| Overwinningen | Renner          | Land      | Jaren            |
| ------------- | --------------- | --------- | ---------------- |
| 3             | Guy Ignolin     | Frankrijk | 1960, 1961, 1962 |
| 2             | Roger Buchonnet | Frankrijk | 1954, 1957       |